# Ted Strickland

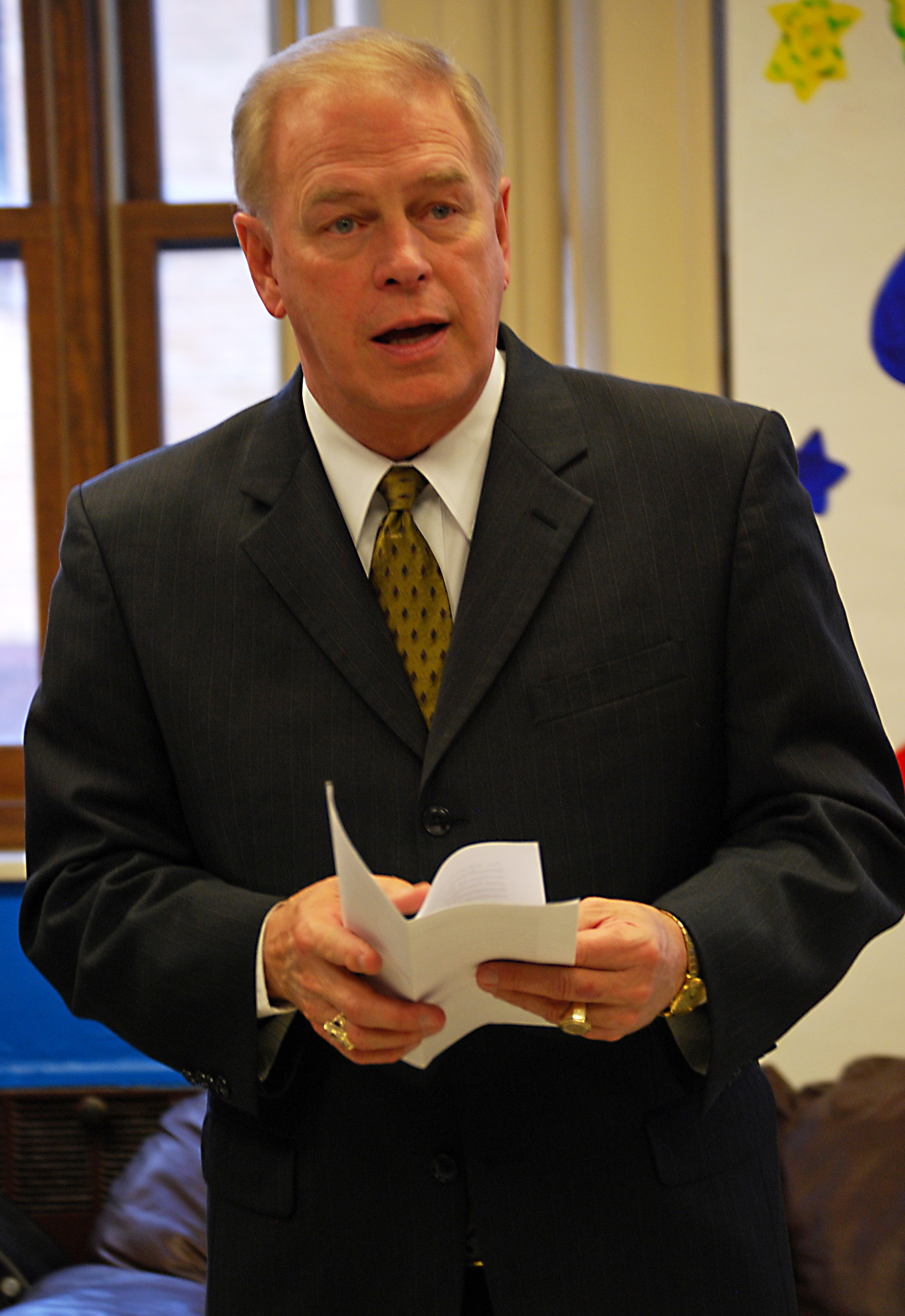
Ted Strickland (2009)

Ted Strickland (* 4. August 1941 in Lucasville, Scioto County, Ohio) ist ein US-amerikanischer Psychologe und Politiker der Demokratischen Partei. Er war von 1993 bis 1995 und von 1997 bis 2007 Abgeordneter im US-Repräsentantenhaus als Vertreter des sechsten Kongresswahlbezirks des Bundesstaates Ohio. Von 2007 bis 2011 amtierte er als der 68. Gouverneur Ohios und war Kandidat seiner Partei für die Wahl zum US-Senat 2016.

## Familie, Ausbildung und Beruf
Strickland wurde in Lucasville als eines von neun Kindern eines Stahlarbeiters geboren. Seine Schullaufbahn schloss er 1959 an der Northwest High School in McDermott ab. Als erster aus seiner Familie besuchte er ein College, das Asbury College in Wilmore, Kentucky, das er 1963 abschloss. 1966 erlangte er an der University of Kentucky in Lexington den Akademischen Grad eines Master of Arts. Im Folgejahr erhielt er am Asbury Theological Seminary in Wilmore ein Master-Diplom in Theologie. Schließlich promovierte er 1980 an der University of Kentucky zum Doktor der Psychologie.
Ted Strickland ist verheiratet mit der auf Erziehung spezialisierten Psychologin Frances Strickland. Sie entwickelte ein häufig angewendetes Untersuchungsverfahren für Kleinkinder im Kindergartenalter.
Strickland arbeitete unter anderem als beratender Psychologe an der Southern Ohio Correctional Facility in seiner Geburtsstadt Lucasville und als Verwalter eines Methodisten-Kindergartens. Außerdem dozierte er als Professor für Psychologie an der Shawnee State University in Portsmouth, Ohio. Kurzzeitig war er Pfarrer der Wesley United Methodist Church (heute: Cornerstone United Methodist Church) in Portsmouth.

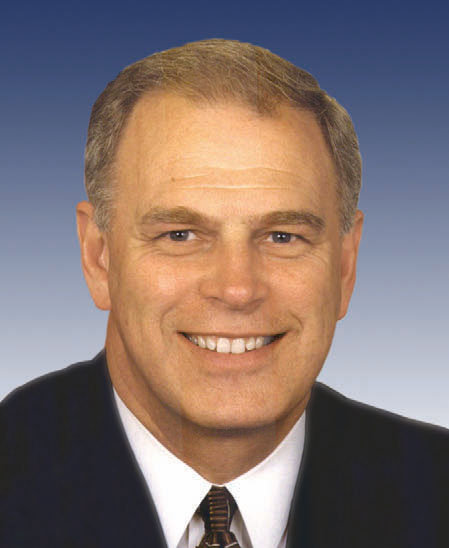
Ted Strickland während seiner Zeit als Kongressabgeordneter

## Politische Laufbahn

### Der lange Weg ins Repräsentantenhaus
In den Jahren 1976, 1978 und 1980 kandidierte er vergeblich für den Sitz im Repräsentantenhaus der Vereinigten Staaten, der den sechsten Kongresswahlbezirk Ohios repräsentiert. Er unterlag zweimal dem langzeitigen Inhaber des Mandates, Bill Harsha, sowie einmal dessen Nachfolger Bob McEwen. Schließlich kandidierte Strickland 1992 erneut für den sechsten Bezirk, der zwischenzeitlich erweitert wurde, weil Ohio infolge des Zensus 1990 zwei Mandate verloren hatte. Stricklands Gegner war wiederum Mandatsinhaber Bob McEwen, der infolge eines Skandals politisch angeschlagen war. Der neue, nicht auf ein urbanes Zentrum ausgerichtete Wahlbezirk erwies sich als schwierig im Wahlkampf, zumal McEwen von prominenten Parteifreunden wie Pat Buchanan, Dan Quayle und Oliver North unterstützt wurde. Dennoch gewann Strickland am 3. November 1992 mit 122.720 gegenüber McEwen mit 119.252 Stimmen das Mandat. Strickland trat sein Mandat als Mitglied des 103. Kongresses am 3. Januar 1993 an.

### Im Kongress
Nach seinem ersten Einzug in den Kongress unterlag Strickland bei der Midterm Election 1994, bei der die regierenden Demokraten schwere Verluste erlitten, dem republikanischen Bewerber Frank Cremeans. Strickland gewann seinen Sitz bereits zwei Jahre später bei der Wahl 1996 wiederum äußerst knapp zurück und zog am 3. Januar 1997 in den 105. US-Kongress ein. Danach wurde er ohne ernsthafte Gegenkandidaten viermal in Folge wiedergewählt und entschied sich, 2006 nicht wieder für sein Mandat anzutreten.

### Kandidatur als Gouverneur von Ohio
Stattdessen kandidierte Strickland 2006 als Gouverneur von Ohio. Der Amtsinhaber Bob Taft konnte nicht für eine weitere Amtszeit kandidieren. Strickland erkor Lee Fisher als seinen Wahlkampfmanager. Dieser war zuvor Attorney General von Ohio gewesen. Außerdem hatte dieser selbst 1998 für den Gouverneursposten kandidiert und damit wertvolle Wahlkampferfahrung in Ohio. Strickland gewann am 2. Mai 2006 die Vorwahl der Demokratischen Partei mit 80 Prozent der Stimmen. Sein Gegenkandidat war der republikanische Secretary of State Ken Blackwell. Außerdem traten für Kleinparteien der Wirtschaftsexperte Bill Peirce (Libertarian Party) sowie Bob Fitrakis als Vertreter der Green Party an. Mit 60 Prozent der Stimmen wurde Strickland zum 68. Gouverneur des Bundesstaates gewählt.

## Gouverneur des Bundesstaats Ohio
Strickland wurde am 8. Januar 2007 als 68. Gouverneur von Ohio vereidigt. Nachdem er zu Beginn seiner Amtszeit als Gouverneur aufgrund einer Kampagne mit der Bezeichnung close to the vest Kritik auf sich gezogen hatte, weil er wenig über Pläne und Maßnahmen informierte, gestaltete er sein Wirken transparenter. Er ließ die Staatsausgaben – anders als ihm vor der Wahl unterstellt worden war – streng kontrollieren.
Im Zentrum der Politik Stricklands stand die Bildung. Er verfolgte sein Hauptziel, eine bessere Schulbildung, während das Schulgeld nur minimal anstieg und auch Steuererhöhungen nur im minimalen Maße erwogen wurden. Gleichzeitig bemühte sich Strickland um eine Umwidmung öffentlicher Fördergelder, weg von den privaten hin zu den öffentlichen Universitäten. Damit rief er die Republikaner auf den Plan, die zwar mit der Betonung der Bildung einverstanden waren, aber gegen die Finanzierung durch Umverteilung von Mitteln opponierten. Da sie die Mehrheit der Abgeordneten im Staatsparlament stellten, musste Strickland den politischen Kompromiss suchen.
Stricklands zweiter Arbeitsschwerpunkt war das Gesundheitswesen. Als Gouverneur hatte er sich auch mit Todesurteilen und deren Umsetzung zu beschäftigen. Dabei zeigte er sich als zögerlich bei der Bestätigung von Todesurteilen. Ein Gegner der Todesstrafe ist er jedoch nicht. Strickland verzögerte zwar in seiner Amtszeit drei Exekutionen bis auf weiteres. Allerdings ließ er auch in drei Fällen die Exekution zu, wobei zwei Verurteilte tatsächlich hingerichtet wurden, wogegen der dritte andernorts erfolgreich die Vollstreckung anfocht.
Im Jahr 2010 bewarb Strickland sich um seine Wiederwahl. Da sein Vizegouverneur Lee Fisher bei der Wahl zum US-Senat antrat, wählte er die Juristin Yvette McGee Brown zu seinem Running Mate. Die beiden Demokraten mussten sich jedoch den Republikanern John Kasich und Mary Taylor geschlagen geben. Kasich siegte mit 49 Prozent der Stimmen, während Strickland einen Anteil von 47 Prozent erreichte; die restlichen Stimmen verteilten sich auf die Kandidaten kleinerer Parteien. Kasich folgte Strickland am 10. Januar 2011 ins Amt.

## Kandidatur zum US-Senat 2016
Verschiedene Medien berichteten Ende Januar 2015, dass Strickland sich um die Nominierung der demokratischen Partei zu Wahl des US-Senators für Ohio im November 2016 bewerbe. Er galt dabei als klarer Favorit für die demokratische Kandidatenwahl. Nach der Nominierung durch seine Partei trat Strickland gegen den republikanischen Amtsinhaber Rob Portman an. Portman setzte sich bei der Wahl im November 2016 mit 58 zu 37 Prozent der Stimmen gegen Strickland durch, dessen Wahlkampfführung in die Kritik geraten war.